# Dirophanes fulvitarsis
Dirophanes fulvitarsis là một loài tò vò trong họ Ichneumonidae.